# Shoore Järnmyr
Shoore Järnmyr, född 21 november 1902 i Norge, död 16 november 1984 i Göteborg, var en svensk friidrottare (långdistanslöpare). 
Han föddes i Norge och tävlade där under namnet Sören Skansen men var också periodvis bofast i både Danmark och USA (där han tog sig namnet Shoore Johnson) innan han kom till Sverige år 1928. Han blev då medlem i Örgryte IS. Han blev svensk medborgare år 1937. 
Han vann maratonloppet vid SM år 1930 men då han inte var svensk medborgare gick medaljen till tvåan i loppet, Sture Andersson. Som norsk medborgare kunde han ej heller bli uttagen till OS 1932.
Han vann ett flertal långloppstävlingar i Norden: Frederiksbergslöbet (Danmark) tre gånger; Dragörlöbet (Danmark) två gånger; Kungsbackaloppet 1931, 1932, 1933 och 1935; Lundbyloppet sex gånger. Han blev 1932 trea i La Stampa Marathon i Italien.